# Genova trolibuszvonal-hálózata

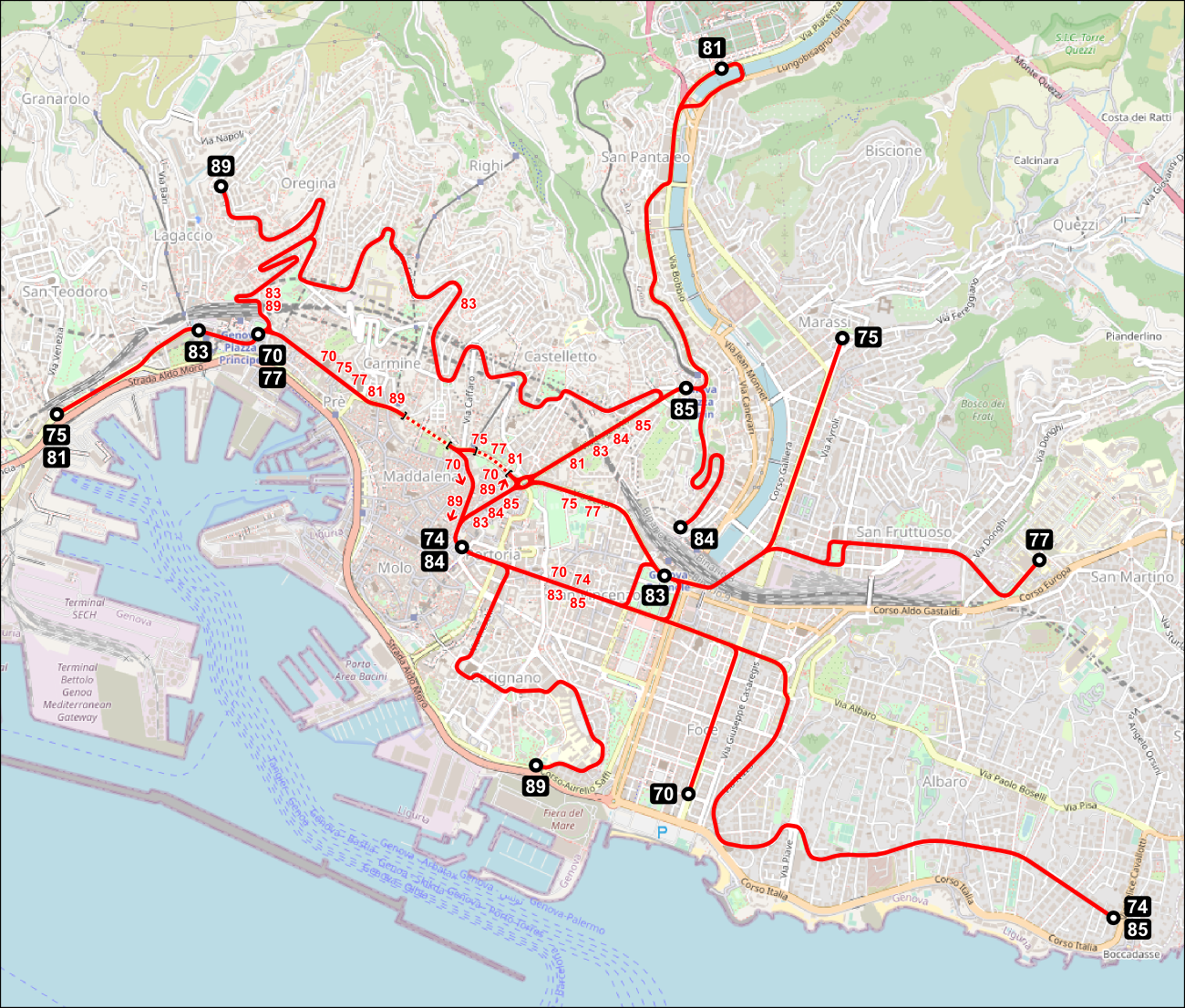
A város egykori vonalhálózata 1955-ben

Genova trolibuszvonal-hálózata (olaszul: Rete filoviaria di Genova) az észak-olaszországi Liguria régióban fekvő Genova városában található, mindössze egy vonalból álló trolibusz-hálózat. A rendszer 1997 óta üzemel, 2008 és 2012 közötti időszakban két útvonalon közlekedett.
1938 és 1973 között Genovát egy kiterjedtebb rendszer szolgálta ki, amely 1964-ben elérte a 26,6 km-es maximális hosszúságot és nyolc útvonalból állt.

## Története

### Az első trolibuszrendszer (1938-1973)
Genova első trolibuszrendszerét 1938. április 13-án helyezték üzembe, hogy kiegészítse a genovai villamoshálózatot és kiváltsa annak meredekebb szakaszait. 1951. január 30-án a trolibuszok felváltották a villamosokat a fontosabb, meredekebb szakaszokon.
Legnagyobb kiterjedésének idején (1955) az első trolibuszrendszer kilenc vonalból állt, összesen 27 km hosszúságban. A trolibuszjáratok csak a város központi területeit szolgálták ki, szemben a villamoshálózattal, amely egész Nagy-Genova területére kiterjedt.
A következő években az eredeti rendszert fokozatosan csökkentették, a trolibuszjáratok buszjáratokkal való felváltásával, egészen az 1973. június 10-i teljes bezárásig.

### A jelenlegi rendszer (1997 óta)
A trolibuszokat 1997. június 26-án vezették be újra Genovában, amikor a 30-as vonalat villamosították Foce és a Via di Francia között. A szolgáltatást egy újonnan épített, 20 darab kéttengelyes Breda trolibuszból álló flotta működtette, amelyből három már az újranyitáskor rendelkezésre állt, a fennmaradó 17 darab átadása és átvétele pedig fokozatosan történt 1999 folyamán.
Az új trolibuszrendszer üzemeltetését 2000 júniusától 2002 decemberéig felfüggesztették a genovai metró alagútjának építése miatt a Piazza De Ferrari téren. Csak néhány hónappal később, 2003 májusában kezdődött a trolibusz-közlekedés négyéves felfüggesztése a rendszer nyugati részén, a belvárosi Piazza delle Fontane Marose tér nyugati oldalán, ami a Via Balbi kétirányúból egyirányúvá (csak nyugati irányba) történő átalakításának következménye volt. Ez utóbbi miatt a 30-as út keleti irányú útvonalát állandóan a Via Gramsci útvonalra kellett terelni, és eltelt egy kis idő, mire az új keleti irányú útvonalat felsővezetékkel szerelték fel. Eközben a trolibuszjárat 30-barrato (Foce - Piazza delle Fontane Marose) útvonalon közlekedett, míg a dízelbuszok a teljes 30-as útvonalon közlekedtek. A trolibuszjárat a városközponttól nyugatra 2007. február 13-án újraindult.
2008. május 5-én a Via di Franciától nyugatra, a Sampierdarena útvonalig tartó meghosszabbítás is üzembe állt, így a 20-as útvonal (Foce - Sampierdarena) trolibuszjárattá alakult át. A 30-as útvonal, amely Foce és a Via di Francia között közlekedett, a keleti végén, a Stazione Brignole (Brignole állomás) felé megkurtult, és már nem közlekedett Foce felé. A 30-as útvonal ekkor hétfőtől szombatig közlekedett, de 2010 januárjában a szombati járat megszűnt.
2012. október 15-én a 30-as járatot a 30-barrata (a megállókban és a célállomás táblákon "30/" rövidítéssel) váltotta fel, amely csak a Via di Francia és a Piazza Fontane Marose között közlekedett, az utóbbi pont és a Stazione Brignole (Viale Duca D'Aosta) között már nem, ezt a járatszakaszt a 20-as járat nagyrészt megkettőzte. Mivel a 30-barrata útvonal egy kanyart tartalmaz, amely nem rendelkezik felsővezetékkel, ezért azt hagyományos buszokkal üzemeltetik, és ennek következtében a 20-as útvonal lett az egyetlen trolibusz útvonal, amely még mindig közlekedik. A legtöbb kéttengelyes (Breda) trolibuszt ekkor kivonták a forgalomból, de egy-kettőt még be nem hirdetett pótlószolgálatban használtak december 22-ig, amikor is kivonták őket, és csak a csuklós (Van Hool) járművek maradtak forgalomban.

## Képek

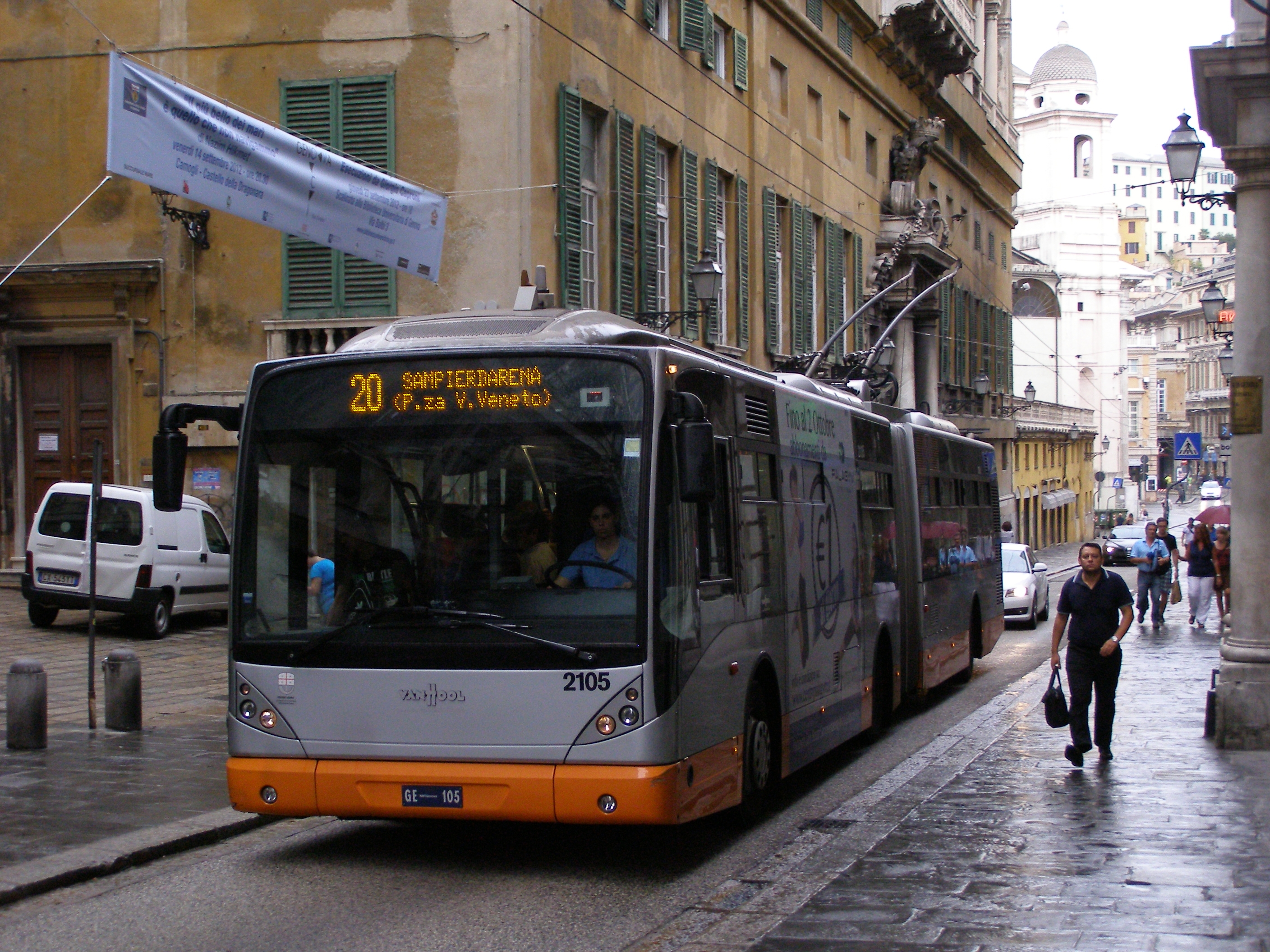
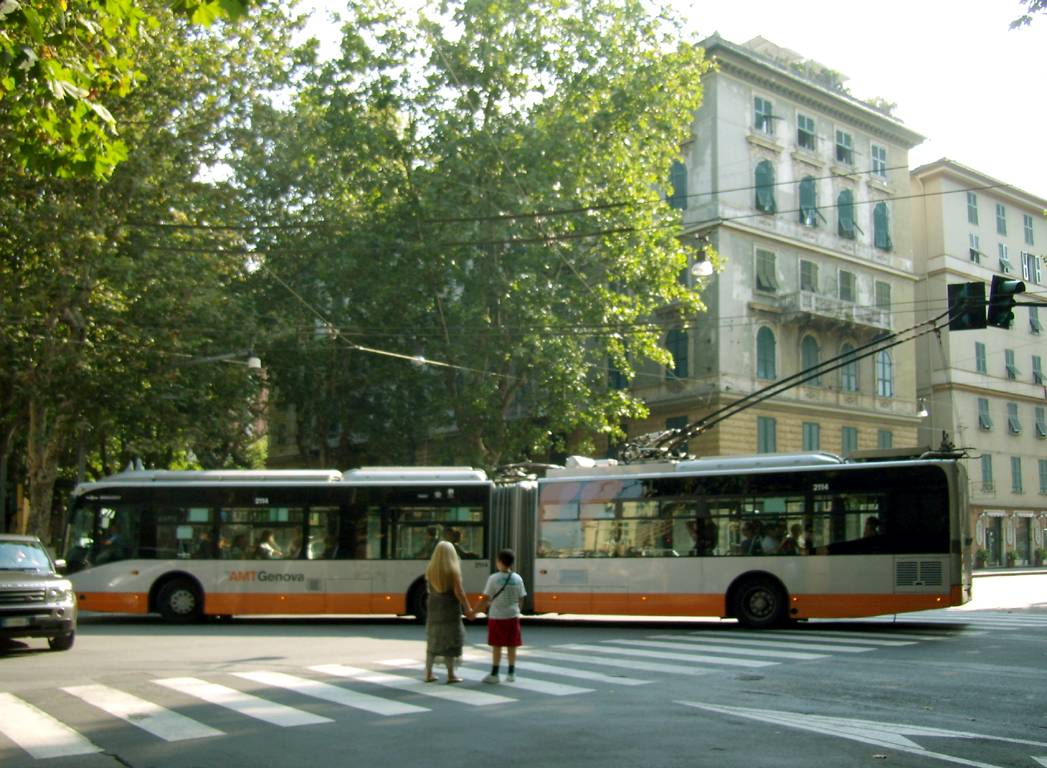
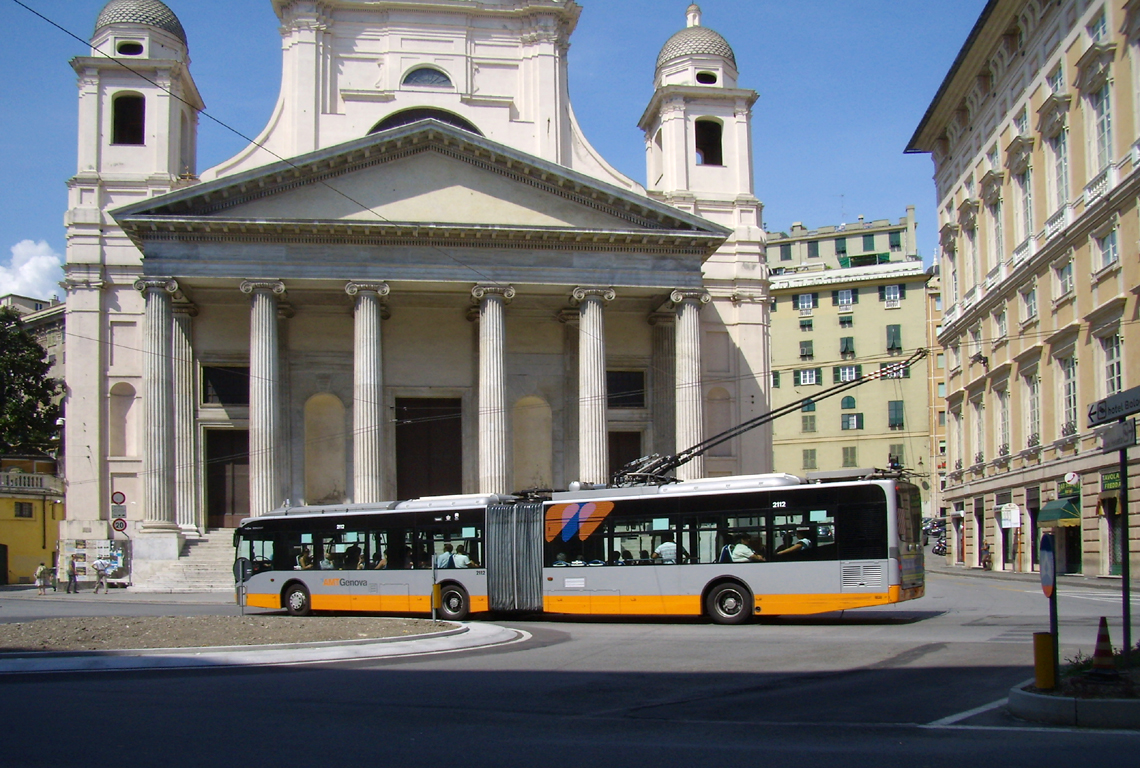
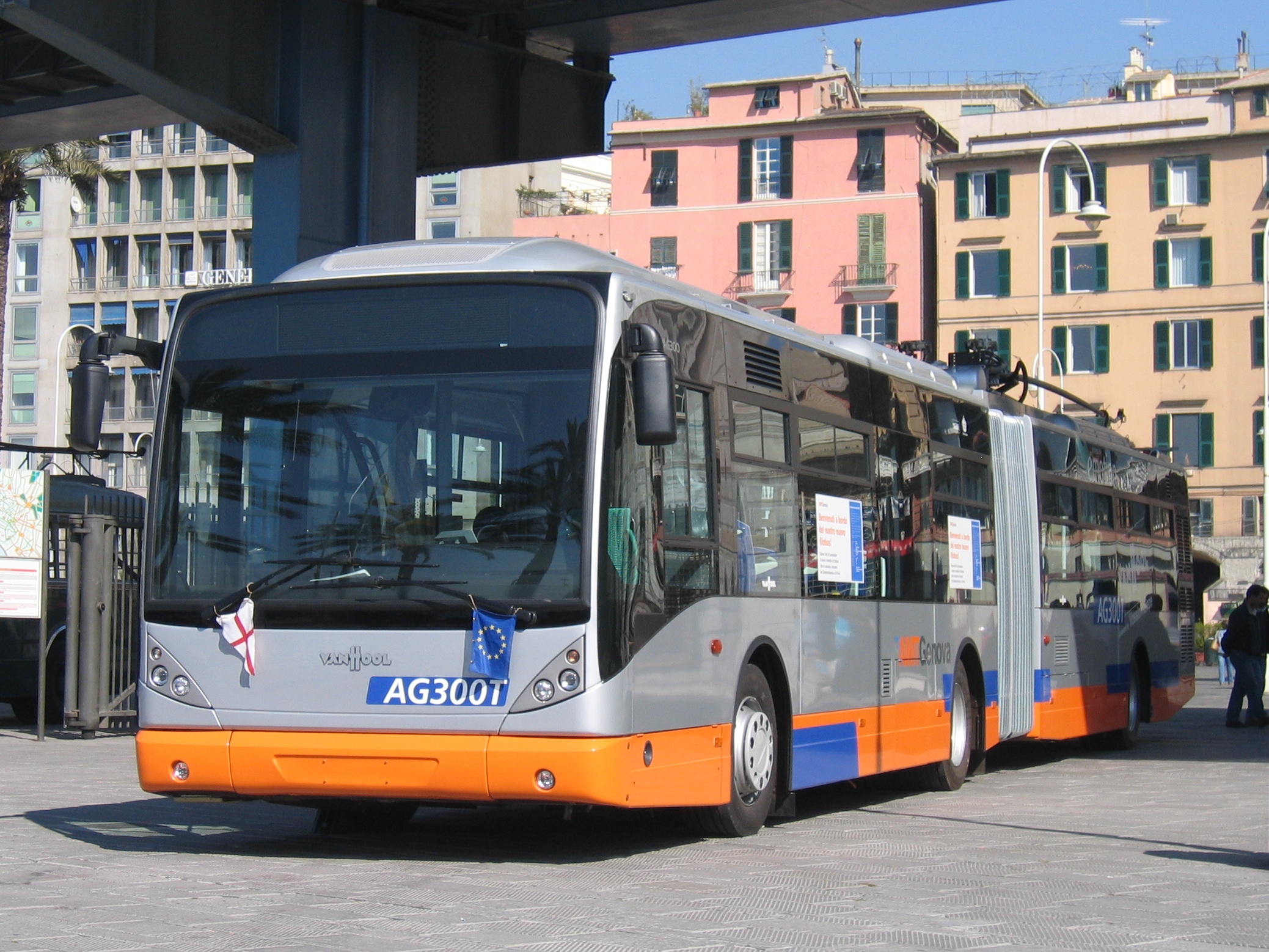
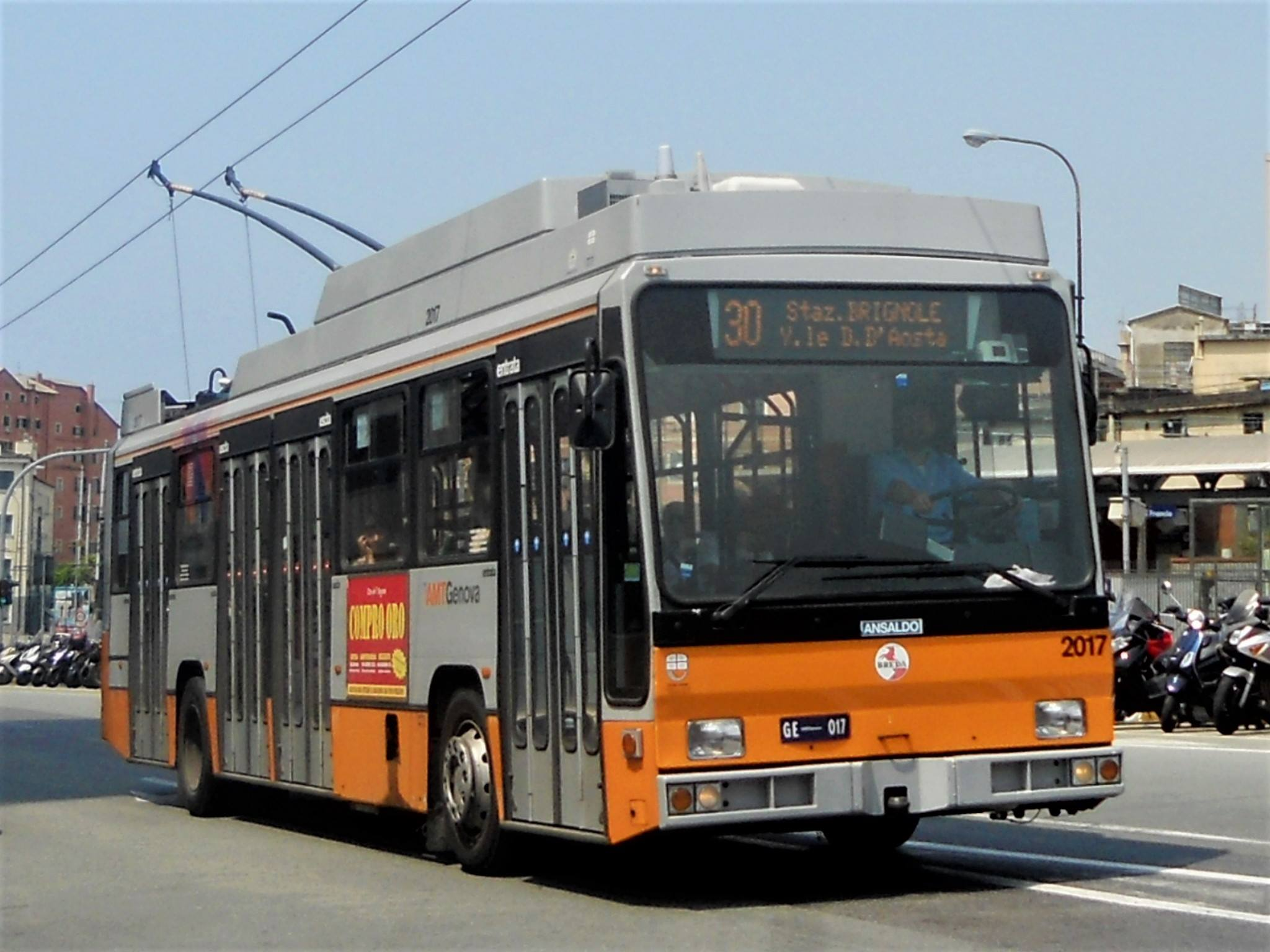